# Belgisch-Kongo im Zweiten Weltkrieg
Die Beteiligung Belgisch-Kongos (der heutigen Demokratischen Republik Kongo) am Zweiten Weltkrieg begann mit der deutschen Invasion in Belgien im Mai 1940. Trotz der Kapitulation Belgiens verblieb der Kongo im Konflikt auf der Seite der Alliierten, verwaltet von der belgischen Regierung im Exil.
Wirtschaftlich versorgte der Kongo das Vereinigte Königreich und die Vereinigten Staaten mit dringend benötigten Rohstoffen wie Kupfer und Gummi. Uran aus der Kolonie wurde zur Herstellung der ersten Atombomben verwendet. Gleichzeitig wurde mit Unterstützung belgischer Wirtschaftsführer ein großer Vorrat an Diamanten für die industrielle Nutzung aus der Region nach Nazi-Deutschland geschmuggelt. Auch die belgische Exilregierung wurde finanziell vom Kongo unterstützt. Militärisch kämpften kongolesische Truppen der Force Publique an der Seite britischer Streitkräfte im Ostafrikafeldzug, und eine kongolesische Sanitätseinheit diente in Madagaskar und im Burmafeldzug. Kongolesische Verbände fungierten auch als Garnisonen in Ägypten, Nigeria und Palästina.
Die zunehmenden Anforderungen, die die Kolonialbehörden während des Krieges an die kongolesische Bevölkerung stellten, führten jedoch zu Streiks, Unruhen und anderen Formen des Widerstands, insbesondere bei den einheimischen Kongolesen. Diese wurden von den belgischen Kolonialbehörden oft gewaltsam unterdrückt. Der verhältnismäßige Wohlstand des Kongo während des Konflikts führte nach dem Krieg zu einer Einwanderungswelle aus Belgien, die die weiße Bevölkerung bis 1950 auf 100.000 erhöhte, sowie zu einer Phase der Industrialisierung, die bis in die 1950er Jahre andauerte. Die Rolle, die das kongolesische Uran während der Feindseligkeiten spielte, führte dazu, dass das Land während des Kalten Krieges für die Sowjetunion von Interesse wurde.

## Hintergrund
Nach dem Ersten Weltkrieg besaß Belgien zwei Kolonien in Afrika: Belgisch-Kongo, das es seit der Annexion des Freistaats Kongo im Jahr 1908 kontrolliert hatte, und Ruanda-Urundi, den eingenommenen nordwestlichen Teil Deutsch-Ostafrikas, 1916 von Belgien übernommen und 1922 vom Völkerbund unter belgisches Mandat gestellt. Das belgische Kolonialmilitär zählte 18.000 Soldaten und war damit zu dieser Zeit eine der größten stehenden Kolonialarmeen in Afrika. Der Kongo erlebte in den 1920er Jahren einen wirtschaftlichen Aufschwung und Minen, Plantagen und Transportnetze wurden stark ausgebaut. Die Weltwirtschaftskrise führte jedoch zu einem Einbruch der Rohstoffpreise, was die exportbasierte Wirtschaft der Kolonie untergrub und zu einem starken Rückgang von Einkommen und Beschäftigung führte. Der einzige Wirtschaftszweig, der in dieser Zeit expandierte, war die Baumwollproduktion.
Die belgische Regierung verfolgte in der Zwischenkriegszeit eine Politik der Neutralität. Nazideutschland marschierte aber trotz Belgiens Neutralität am 10. Mai 1940 in Belgien ein. Nach 18 Tagen Kampf kapitulierte die belgische Armee und das Land wurde von deutschen Truppen besetzt. König Leopold III. von Belgien, der sich den Deutschen ergeben hatte, blieb für den Rest des Krieges in Gefangenschaft. Kurz vor dem Fall Belgiens floh seine Regierung, darunter der Kolonialminister Albert de Vleeschauwer, nach Bordeaux in Frankreich.

## Kriegseintritt des Kongo
Am 10. Mai 1940 forderten belgische Beamte das Vereinigte Königreich und Frankreich offiziell auf, ihre Achtung vor der Neutralität des Kongo und seine Unterstützung für seine territoriale Integrität in einer künftigen Friedensregelung zu erklären. Die britische Regierung weigerte sich, da sie sicherstellen wollte, dass der Kongo nicht unter deutsche Kontrolle gerät, und Frankreich folgte diesem Beispiel. Die französische Regierung erwog kurzzeitig die Entsendung von Truppen zur Besetzung von Léopoldville, der kongolesischen Hauptstadt. Am Tag der Kapitulation der belgischen Armee hielt die britische Regierung, unsicher darüber, was mit dem Territorium geschehen würde, eine Krisensitzung in London ab. Die Admiralität schlug vor, Truppen zur Besetzung strategischer Orte im Kongo zu entsenden, doch dies wurde aufgrund anderer militärischer Verpflichtungen schnell für undurchführbar erklärt. Die britische Regierung beschloss daraufhin, dass sie im Falle eines Zusammenbruchs der belgischen Regierung einen „unabhängigen“ Kongo unterstützen würde.
Im Kongo selbst waren die Meinungen darüber geteilt, ob der Krieg weiterhin unterstützt werden sollte oder nicht. Belgische Unternehmensvertreter hofften, dass die Kolonie eine neutrale Haltung einnehmen würde, und der Stab der Force Publique, der Kolonialarmee, empfahl eine Neutralitätserklärung oder sogar Unabhängigkeit unter der Autorität des Generalgouverneurs des Kongo, Pierre Ryckmans. Ryckmans weigerte sich, diesem Rat Folge zu leisten und erklärte am Tag der Kapitulation der belgischen Armee, dass die Kolonie den Alliierten gegenüber loyal bleiben werde. Trotz dieser Zusicherung kam es in der Stadt Stanleyville (heute Kisangani im Ostkongo) zu Unruhen unter der weißen Bevölkerung, die wegen der Zukunft der Kolonie und der Gefahr einer italienischen Invasion in Panik geriet.
Am 17. Juni erklärte Frankreich einen Waffenstillstand mit Deutschland. Obwohl Ryckmans erklärt hatte, dass er die Sache der Alliierten weiterhin unterstützen werde, war die belgische Regierung in Bordeaux zutiefst entmutigt über die französische Kapitulation. Premierminister Hubert Pierlot glaubte, dass ihm die Ressourcen fehlten, um den Kampf fortzusetzen, und dass es daher besser sei, einen Frieden mit Deutschland auszuhandeln, als ins Vereinigte Königreich ins Exil zu gehen. Die meisten Minister stimmten zu, obwohl de Vleeschauwer anderer Meinung war. Während sich die Regierung auf Verhandlungen mit Deutschland vorbereitete, informierten Vertreter verschiedener belgisch-kongolesischer Unternehmen in Bordeaux die Minister über Gerüchte, dass das Vereinigte Königreich im Falle einer Kapitulation Belgiens die Kontrolle über den Kongo übernehmen würde. Unterdessen befürchteten einige Kreise im besetzten Belgien, dass der Kongo als Kolonie dauerhaft Belgien verloren gehen würde, wenn er sich den Alliierten anschloss. In Brüssel gründeten die Deutschen ein „Kolonialpolitisches Büro“, das versuchte, Verbindungen zu den Überresten des Kolonialministeriums herzustellen.
Die Briten waren fest davon überzeugt, dass der Kongo nicht in die Hände der Achsenmächte fallen sollte, und planten, in die Kolonie einzumarschieren und sie zu besetzen, falls die Belgier keine Einigung erzielten. Dies lag insbesondere daran, dass die Alliierten verzweifelt nach Rohstoffen wie Kautschuk suchten, die der Kongo im Überfluss produzieren konnte. Am 20. Juni teilte der britische Außenminister dem belgischen Botschafter in London mit, dass das Vereinigte Königreich die deutsche Vorherrschaft über die Kolonie nicht akzeptieren würde. Unterdessen schlugen die belgisch-kongolesischen Geschäftsleute de Vleeschauwer vor, nach London zu gehen, um sicherzustellen, dass die belgische Souveränität über den Kongo respektiert würde. Pierlot schlug vor, de Vleeschauwer den neuen Titel eines Generaladministrators des Kongo zu verleihen, damit er diese Sache auch dann verfolgen könne, wenn die Regierung später zusammenbrach und sein Ministermandat ungültig würde. Die Regierung stimmte der Idee zu und verabschiedete am 18. Juni ein Arrêté-Loi, das de Vleeschauwer den Titel verlieh und ihm die volle Gesetzgebungs- und Exekutivgewalt zur Verwaltung des Kongo übertrug. Das Dekret sah außerdem vor, dass die Verantwortung für den Fall, dass der Generaladministrator seine Pflichten nicht wahrnehmen kann, auf den Generalgouverneur übertragen wird. Obwohl Ryckmans in der Kolonialcharta des Kongo eigene Notstandsbefugnisse eingeräumt hatte, interpretierte er die Arrêté-Loi so, dass er Maßnahmen in Gebieten ergreifen konnte, die nicht bereits von de Vleeschauwers Befehlen betroffen waren, und regierte die Kolonie durch eine Reihe von Gesetzesverordnungen.
De Vleeschauwer reiste nach London ab und kam am 4. Juli an. Er sprach mit Mitgliedern der britischen Regierung und versicherte ihnen, dass er alle Rohstoffe des Kongo den Kriegsanstrengungen des Vereinigten Königreichs zur Verfügung stellen werde. In den folgenden Monaten gelang es Pierlot und zwei weiteren Ministern, London zu erreichen, während die übrigen ihre Absicht erklärten, in Frankreich zu bleiben und zurückzutreten. Im Oktober gründeten Pierlot, de Vleeschauwer und die beiden anderen Minister offiziell die belgische Exilregierung, die vom Vereinigten Königreich anerkannt wurde. Trotz seiner Anwesenheit wurde de Vleeschauwer von Finanzminister Camille Gutt politisch an den Rand gedrängt und spielte danach in der Regierung kaum noch eine Rolle. Es kam auch zu Konflikten zwischen de Vleeschauwer, der seine eigene Autorität über den Kongo sichern wollte, und Außenminister Paul-Henri Spaak, der eine versöhnlichere Haltung gegenüber dem Einfluss der Alliierten in der Kolonie anstrebte. Die im Vereinigten Königreich gut etablierte und sichere belgische Regierung ersetzte am 29. April 1942 das Arrêté-Loi vom 18. Juni 1940 und gab der Regierung alle gesetzgebenden und exekutiven Befugnisse vollständig zurück.
Die Deutschen waren verärgert über die Unterstützung der Alliierten durch den Kongo und drohten mit Sanktionen gegen belgische Kolonialunternehmen. Leopold III. drückte seine Unzufriedenheit mit Ryckmans Entscheidungen aus und war der Ansicht, dass die Kolonie neutral bleiben sollte. Royalistische Politiker sandten Botschaften an die belgischen Behörden in London und versuchten sie davon abzubringen, dem Kongo die Unterstützung der britischen Kriegsanstrengungen zu gestatten. Im Oktober 1940 bat Leopold III. den nationalsozialistischen deutschen Führer Adolf Hitler um Erlaubnis, einen Gesandten nach Léopoldville zu entsenden, um die Kolonialverwaltung zur Übernahme der Neutralität zu bewegen, doch die Reise wurde nie genehmigt.

## Wirtschaftliche Beteiligung

### Unterstützung der Alliierten
Kurz nach der Bildung der belgischen Exilregierung in London begannen Verhandlungen zwischen Belgiern und Briten über die Rolle, die der Kongo bei den Kriegsanstrengungen der Alliierten spielen würde. Die beiden Parteien kamen am 21. Januar 1941 zu einer Vereinbarung, in der alle britischen Forderungen akzeptiert wurden, einschließlich einer 30-prozentigen Abwertung des kongolesischen Frankens und des Beitritts des Kongo zum Sterling-Raum. Mit der offiziellen Vereinbarung und der kongolesischen Unterstützungserklärung für die Alliierten wurde die Wirtschaft des Kongo – insbesondere seine Produktion wichtiger Rohstoffe – den Alliierten zur Verfügung gestellt. Obwohl Ryckmans und die Führer der Banque du Congo Belge (der Zentralbank des Kongo) sich über den Beitritt zum Sterling-Gebiet freuten, das einen Exportmarkt für das Gebiet garantierte, missfielen ihnen die in der Vereinbarung enthaltenen festen Preise, die günstig waren, überhaupt nicht in das Vereinigte Königreich und befürchtete, dass sich nur der Handel mit Pfund Sterling negativ auf die Devisenreserven des Kongo auswirken könnte. Auch die Wirtschaftsführer der Kolonie waren verärgert und steigerten die Produktion von Waren, die in der Vereinbarung nicht erwähnt waren, um sie zum Standardmarktwert an die neutralen Vereinigten Staaten zu verkaufen. 1942, nach dem Beitritt der Vereinigten Staaten zu den Alliierten, handelte die belgische Regierung ein neues Wirtschaftsabkommen mit den Vereinigten Staaten und dem Vereinigten Königreich aus. Belgische Beamte unterzeichneten es nie, aber es wurde de facto für den Rest des Krieges angewendet und der kongolesische Handel richtete sich weiterhin auf die beiden Länder. Die Wirtschaftsleistung des Kongo wurde zu einem noch wertvolleren Aktivposten für die Alliierten, nachdem Japan 1942 weite Teile Südostasiens besetzte und den Export wichtiger tropischer Rohstoffe wie Gummi aus diesen Gebieten stoppte.
Der Kongo war während der Weltwirtschaftskrise in den 1930er Jahren wirtschaftlich zunehmend zentralisiert worden, da die belgische Regierung dort die Produktion von Baumwolle förderte, die auf dem internationalen Markt einen Wert hatte. Die größten wirtschaftlichen Anforderungen an den Kongo während des Krieges betrafen Rohstoffe. Zwischen 1938 und 1944 stieg die Zahl der in den Minen der Union Minière du Haut Katanga (UMHK) beschäftigten Arbeiter von 25.000 auf 49.000, um der gestiegenen Nachfrage gerecht zu werden. Die Kolonialverwaltung erließ letztlich erfolgreiche Maßnahmen, die darauf abzielten, die Zahl der Arbeitskräfte im Kongo zu erhöhen; Die Zahl der Lohnarbeiter in der Kolonie stieg von 480.000 im Jahr 1938 auf 800.000 im Jahr 1945. Um die Produktion für die Kriegsanstrengungen zu steigern, erhöhten die Kolonialbehörden die Stundenzahl und die Arbeitsgeschwindigkeit der europäischen und afrikanischen Arbeiter erwartet, dass es funktioniert. Dies führte zu zunehmenden Arbeitsunruhen in der gesamten Kolonie. Zwangsarbeit, die in den 1930er Jahren verboten worden war, wurde wieder eingeführt, um mit der Nachfrage Schritt zu halten; Bis 1944 wurde die Höchstzahl der Zwangsarbeitstage pro Jahr für Kongolesen auf dem Land auf 120 erhöht. Die Unzufriedenheit der weißen Bevölkerung wurde auch durch die Erhöhung der hohen Kriegssteuern erhöht, die teilweise bis zu 40 Prozent erreichten. Ab 1941 wurden hohe Steuern und Preiskontrollen eingeführt, die die Höhe des erzielbaren Gewinns begrenzten und die Profitgier eindämmten. Die Preiskontrollen förderten zwar die Exporte an die Alliierten, wirkten sich jedoch nachteilig auf die kongolesischen Bauern aus, die trotz ihres höheren Arbeitsaufwands weniger verdienten.
Der überwiegende Teil der im Kongo produzierten Rohstoffe wurde in andere alliierte Länder exportiert. Nach Angaben der belgischen Regierung wurde 1942 die gesamte Kupfer- und Palmölproduktion der Kolonie in das Vereinigte Königreich exportiert, während fast das gesamte Holz der Kolonie nach Südafrika geschickt wurde. Auch die Exporte in die Vereinigten Staaten stiegen von 600.000 US-Dollar Anfang 1940 auf 2.700.000 US-Dollar im Jahr 1942. Trotz der alliierten Zusammenarbeit behandelten viele Beamte der Kolonialverwaltung amerikanische und britische Diplomaten mit Argwohn, weil sie die mögliche wirtschaftliche Rivalität befürchteten ihre Länder an belgische Unternehmen. Das Vereinigte Königreich und die Vereinigten Staaten unterhielten während des Krieges große Spionagenetzwerke im gesamten Kongo.
Gemäß einer Vereinbarung vom 21. März 1941 ermöglichten Kredite der Banque du Congo Belge der belgischen Exilregierung und den Freien Belgischen Streitkräften, sich selbst zu finanzieren, im Gegensatz zu den meisten anderen Exilstaaten, die über Subventionen und Spenden sympathisierender Regierungen operierten. Dies bedeutete auch, dass die belgischen Goldreserven, die 1940 nach London verlagert worden waren, nicht zur Finanzierung der Kriegsanstrengungen benötigt wurden und daher am Ende des Krieges noch verfügbar waren.

### Uran-235
Uran-235 wurde vor dem Krieg von der UMHK im Kongo bei Shinkolobwe in Katanga abgebaut und nach Belgien exportiert. Ursprünglich wurde es in der Medizinindustrie – zur Radiumproduktion – und zum Färben von Keramik verwendet. Wissenschaftler in Europa entdeckten Ende der 1930er, dass angereichertes Uran zur Herstellung einer angeblichen Atombombe verwendet werden könnte. Als der Physiker Albert Einstein US-Präsident Franklin D. Roosevelt schrieb, um ihn vor der Möglichkeit eines deutschen Atombombenprogramms zu warnen, teilte er ihm mit, dass der Kongo eine Hauptquelle des Minerals sei. Uran, das aus der stillgelegten Shinkolobwe-Mine gewonnen wurde, erwies sich letztendlich als entscheidend für die Entwicklung einer Atombombe während des alliierten Manhattan-Projektes. Der Direktor der UMHK, Edgar Sengier, schickte 1940 heimlich die Hälfte ihres Uranvorrats nach New York; im September 1942 verkaufte er es an die US-Armee.
Sengier selbst zog nach New York, von wo aus er für den Rest des Krieges die Operationen der UMHK leitete. Die US-Regierung schickte 1942 Soldaten des Army Corps of Engineers nach Shinkolobwe, um die Mine wiederherzustellen und ihre Verkehrsanbindung durch die Renovierung der örtlichen Flugplätze und Hafenanlagen zu verbessern. Im September 1944 einigte sich die belgische Regierung mit dem Vereinigten Königreich und den Vereinigten Staaten darauf, das kongolesische Uran nur diesen beiden Ländern zu einem festen Preis zu verkaufen. In diesem Jahr erwarben die Amerikaner weitere 1.720 Langtonnen (1.750 t) Uranerz aus der neu eröffneten Mine. Die Mine war größtenteils mit Kongolesen besetzt, die unter ungesunden Bedingungen arbeiteten.

### Deutscher Diamantenhandel
Während des Krieges gab es immer wieder Gerüchte, dass einige belgische Industrielle, die in koloniale Unternehmungen verwickelt waren, Deutschland heimlich unterstützten. Amerikanische Beamte hielten es für schwierig, mit belgisch-kongolesischen Bergbauunternehmen zusammenzuarbeiten, um Diamanten für die industrielle Nutzung zu sichern. Nach Angaben der belgischen Regierung wurde bis 1942 der gesamte Bestand von Diamanten der Kolonie nach Großbritannien verschifft. In Wirklichkeit wurden viele Diamanten nach Nazi-Deutschland geschmuggelt, um sie für die deutschen Kriegsanstrengungen zu verwenden. Die meisten kongolesischen Diamanten wurden von Forminière abgebaut, einer Tochtergesellschaft der Société Générale de Belgique, die wiederum Mitglied des Diamantensyndikats De Beers war. Im Jahr 1940 berichtete das Syndikat, dass der Kongo jährlich 10,9 Millionen Karat Diamanten produzierte. Unmittelbar nach Ausbruch des Kriegsberichts ging die Produktion stark zurück, und bis 1942 war die Produktion offiziell auf 5 Millionen Karat gesunken – ungefähr die ursprüngliche Produktionszahl abzüglich der Menge, die vor dem Krieg nach Deutschland exportiert wurde. In dem Glauben, dass eine große Menge Diamanten aus der Kolonie geschmuggelt wurde, überzeugten amerikanische Geheimdienstbeamte britische Agenten, die Sicherheit der Minen zu überprüfen. Der Beamte, der mit der Aufsicht über die Inspektionsteams beauftragt war, kam zu dem Schluss, dass es an angemessenen Sicherheitsmaßnahmen mangelte und dass das Personal von Forminière und der Société minière du Bécéka während der Führungen eine „unheimliche Atmosphäre“ förderte. Firmin van Bree, der Direktor von Forminière, stand im Verdacht, deutsche Sympathien zu hegen. Die deutsche Regierung führte Geheimverhandlungen mit den Führern von Forminière und der Société Générale und schloss Vereinbarungen, die es ihnen ermöglichten, bis 1944 große Mengen Diamanten zu kaufen. 1943 zahlte Deutschland der Société Générale 10,5 Millionen Dollar für Diamanten. Amerikanische und britische Agenten deckten schließlich ein weitverzweigtes Schmuggelnetz auf, das Diamanten aus dem Kongo in das von den Deutschen besetzte Europa auf dem Luft- und Seeweg brachte. Einem amerikanischen Bericht zufolge wurden manchmal belgische Diplomatentaschen für den Transport der Edelsteine verwendet. Vorschläge der Amerikaner, den illegalen Handel zu unterbinden, wurden vom britischen Ministerium für Wirtschaftskriegsführung abgewiesen, dessen Diamantenkomitee von Mitgliedern des Diamantensyndikats De Beers dominiert wurde. Nach Kriegsende verlangte die belgische Regierung von Deutschland die Zahlung von 25 Millionen Dollar an die Société Générale für 576.676 Karat Diamanten.

## Militärisches Engagement

### Force Publique
Die Force Publique (oder „Public Force“) war die kombinierte Polizei- und Militärmacht sowohl des Kongo als auch Ruanda-Urundis. Während des Zweiten Weltkriegs stellte sie den Großteil der Freien Belgischen Streitkräfte dar und zählte auf ihrem Höhepunkt im Jahr 1943 über 40.000 Mann. Wie andere Kolonialarmeen dieser Zeit herrschte bei der Force Publique Rassentrennung. Sie wurde von 280 weißen Offizieren und Unteroffizieren geführt, bestand ansonsten allerdings größtenteils aus indigenen Afrikanern. Die Force Publique hatte vor dem Krieg nie die modernere Ausrüstung der belgischen Streitkräfte erhalten und musste daher veraltete Waffen und Ausrüstung wie den Stokes-Mörser und die 70-mm-Haubitze Saint Chamond verwenden. Während des Krieges wurde die Truppe durch Rekrutierung und Einberufung von Reserven erweitert.
De Vleeschauwer genehmigte die Einrichtung eines Flugdienstes für die Force Publique, und die belgische Regierung schloss im März 1941 ein Abkommen mit Südafrika über die Bereitstellung von Ausbildung ab. Die ersten Rekruten wurden durch einen Aufruf über Radio Léopoldville von Kapitän Frans Burniaux, einem belgischen Piloten, der aus der belgischen Flugschule in Nordafrika geflohen war, angeworben. Viele der Piloten dienten während des Krieges schließlich bei der südafrikanischen Luftwaffe, ihre Gehälter wurden jedoch aus der Staatskasse von Belgisch-Kongo bezahlt.

### Ostafrikafeldzug
Die belgische Exilregierung war zwar bereit, die wirtschaftlichen Ressourcen des Kongo für die alliierten Kriegsanstrengungen zu mobilisieren, war aber zunächst viel zögerlicher, kongolesische Truppen in den Kampf zu schicken. Die Regierung weigerte sich auch, dem deutschen Verbündeten Italien den Krieg zu erklären, der Kolonien in Afrika besaß und um die Sicherung britischer Besitzungen auf dem Kontinent kämpfte, da das belgische Königshaus dynastische Verbindungen zum italienischen Königshaus unterhielt. Diese Haltung änderte sich, als bekannt wurde, dass italienische Flugzeuge, die im besetzten Belgien stationiert waren, Großbritannien angriffen und ein italienisches U-Boot ein belgisches Frachtschiff versenkte. Am 23. November 1940 wurde schließlich eine belgische Kriegserklärung an Italien abgegeben. Zwei Tage später verkündete Ryckmans, dass zwischen Italien und dem Kongo ein Kriegszustand bestehe.
Drei Brigaden der Force Publique wurden an der Seite britischer Truppen nach Italienisch-Ostafrika geschickt, um gegen die Italiener zu kämpfen. Die belgische 1. Kolonialbrigade operierte im Raum Galla-Sidamo im Südwestsektor. Im Mai 1941 gelang es etwa 8.000 Männern der Force Publique unter Generalmajor Auguste-Édouard Gilliaert, den Italienern von General Pietro Gazzera bei Saïo im äthiopischen Hochland den Rückzug abzuschneiden, nachdem sie über 1.000 Kilometer von ihren Stützpunkten im Westkongo entfernt marschiert waren. Die Truppen litten an Malaria und anderen Tropenkrankheiten, besiegten aber die Italiener in einer Reihe von Gefechten erfolgreich. Gilliaert akzeptierte daraufhin die Kapitulation von Gazzera und 7.000 italienischen Soldaten. Im Verlauf des Feldzugs in Äthiopien erhielt die Force Publique bis Ende 1941 die Kapitulation von neun italienischen Generälen, 370 hochrangigen Offizieren und 15.000 italienischen Kolonialtruppen. Die kongolesischen Streitkräfte in Äthiopien erlitten etwa 500 Todesopfer.
Nach dem Sieg der Alliierten in Äthiopien verlegte die Force Publique in die britische Kolonie Nigeria, die als Aufmarschgebiet für eine geplante Invasion des von Vichy kontrollierten Dahomey genutzt wurde, die jedoch nicht stattfand, und ebenfalls von 13.000 kongolesischen Soldaten besetzt war. Dann ging ein Teil der Force Publique nach Ägypten und in das britische Mandatsgebiet Palästina und wurde in den Jahren 1943 und 1944 in die 1. Belgisch-Kongo-Brigadegruppe umbenannt.

### Medizinische Betreuung
Eine medizinische Einheit aus dem Kongo, die 10th (Belgian Congo) Casualty Clearing Station, wurde 1943 gegründet und diente an der Seite der britischen Streitkräfte während der Invasion Madagaskars und im Fernen Osten während des Burma-Feldzugs. Die Einheit (die über eine kleine Gruppe von Force Publique-Truppen zur lokalen Verteidigung der Station verfügte) umfasste 350 schwarze und 20 weiße Soldaten und diente bis 1945 bei den Briten.

## Leben im belgischen Kongo
Zu Beginn des Krieges zählte die Bevölkerung des Kongos etwa 12 Millionen Schwarze und 30.000 Weiße. Die Kolonialregierung trennte die Bevölkerung nach Rassenlinien und es gab kaum Vermischungen zwischen den Farben. Die weiße Bevölkerung war stark urbanisiert und lebte in Léopoldville in einem von der schwarzen Mehrheit getrennten Viertel der Stadt. Alle Schwarzen in der Stadt mussten sich an eine Ausgangssperre halten. Die Kolonialbehörden verhafteten feindliche Ausländer im Kongo und beschlagnahmten 1940 ihr Eigentum. Der Staatssicherheitsdienst unterhielt eine große Präsenz in der Kolonie und überwachte die ausländische Bevölkerung genau. Die Kolonialverwaltung versuchte, den Krieg durch Zensur der Medien vor der afrikanischen Bevölkerung zu verbergen, doch die Kongolesen bemerkten die internen Spannungen unter der weißen Bevölkerung und die Inhaftierung deutscher und italienischer Staatsangehöriger. Um äußeren Einflüssen in der Kolonie besser entgegenwirken zu können, richtete die Verwaltung ein Büro für Information und Propaganda ein. Während des Krieges wurden etwa 3.000 griechische Flüchtlinge im Kongo angesiedelt. Einige europäische Juden, insbesondere solche italienischer Nationalität, ließen sich vor und während des Krieges ebenfalls im Kongo nieder, um antisemitischer Diskriminierung zu entgehen und wirtschaftliche Möglichkeiten zu finden, obwohl die italienischen Juden in der Provinz Katanga 1940 auf Befehl des Gouverneurs interniert wurden. Einige jüdische Kaufleute in Élisabethville ließen Hakenkreuze auf ihre Geschäfte schmieren.
Die Anforderungen der Kolonialverwaltung trafen am härtesten die Landbewohner, die für Straßenbauprojekte und die Kautschukernte eingezogen wurden. Die Bedingungen für die Arbeiter waren hart und wurden im kongolesischen kollektiven Gedächtnis in einigen Fällen mit den früheren Gräueltaten des Kongo-Freistaats im Zusammenhang mit seinem Kautschuksammelsystem in Verbindung gebracht. Die städtischen Kongolesen hatten während des Krieges im Allgemeinen größere finanzielle Gewinne als ihre Landsleute, obwohl einige Arbeiter, die große Mengen Gummi gesammelt hatten, sogar noch mehr Geld verdienten. Während des Krieges richtete die belgische Exilregierung Propaganda gegen die alliierten Staaten, die ein positives Bild ihrer Kolonie schufen, um ihre Herrschaft zu legitimieren. In New York City veröffentlichte das belgische Informationszentrum zahlreiche Veröffentlichungen, in denen behauptet wurde, die Belgier hätten die Kongolesen aus „schrecklichen Bedingungen“ gerettet und das Leben in dem Gebiet verbessert. Die allgemeine Propaganda der Alliierten spielte auch die internen politischen Spannungen im Kongo und in seinen Beziehungen zur belgischen Regierung herunter, um die Koordinierung seiner Kriegsanstrengungen auf harmonische Weise darzustellen.
Die belgische Kolonialverwaltung pflegte eine paternalistische Haltung gegenüber den indigenen Kongolesen. Das Bildungswesen wurde überwiegend von protestantischen und katholischen Missionen kontrolliert, die auch für die begrenzte Sozialhilfe für die ländlichen Kongolesen verantwortlich waren. Durch die Besetzung Belgiens wurden belgische Missionare von ihren Mutterorganisationen getrennt, was dazu führte, dass die Kolonialverwaltung ihre Aktivitäten subventionierte, um Haushaltsdefizite auszugleichen. Der Krieg wirkte sich nicht negativ auf ihre Evangelisierung aus, und die Zahl der gemeldeten durchgeführten Taufen stieg von 1.824.000 im Jahr 1939 auf insgesamt 2.214.000 im Jahr 1942. Die Gesundheitsversorgung erfolgte durch eine Mischung aus staatlichen und firmeneigenen Ärzten, Privatärzten und Missionaren. Bei Kriegsausbruch waren im Kongo 302 Ärzte tätig. Einige medizinische Mitarbeiter begleiteten die Force Publique bei ihren Auslandseinsätzen, die überwiegende Mehrheit blieb jedoch für die Dauer des Konflikts in der Kolonie. Im Gegensatz zu den benachbarten französischen Besitztümern hatte der Krieg keine negativen Auswirkungen auf die Ressourcen der Gesundheitsdienstleister im Kongo. Die medizinische Forschung wurde fortgesetzt und eine neue Zeitschrift gegründet, damit die Ergebnisse veröffentlicht werden konnten, während das Gebiet von Belgien getrennt war.
Lebensmittel blieben während des Krieges unrationiert, nur der Verkauf von Reifen und Autos wurde von der Regierung eingeschränkt. Dennoch führte der Krieg zu einer Verknappung von Konsumgütern. Die Abwertung des kongolesischen Franc verteuerte auch ausländische Importe. Eine der Folgen der wirtschaftlichen Mobilisierung des Kongo während des Krieges, insbesondere für die schwarze Bevölkerung, war eine erhebliche Urbanisierung. Nur 9 % der indigenen Bevölkerung lebten 1938 in Städten; 1950 lag dieser Wert bei knapp 20 %. Die Kolonialregierung verbesserte während des Krieges auch die Transport- und Produktionsanlagen erheblich.